# Physocleora rectivecta
Physocleora rectivecta là một loài bướm đêm trong họ Geometridae.